# 다양성 (음악 그룹)
다양성은 2021년 싱글 《17》으로 데뷔한 대한민국의 음악 그룹이다.

## 방송
- 락쿵 (2022) - Top47

## 음반
- 17 (2021)
- 동그라미 (2021)
- 종이비행기와 풍선으로 가득 찬 세상 (2021)